# 302 av. J.-C.
Cette page concerne l'année 302 av. J.-C. du calendrier julien proleptique.

## Événements
- Printemps :
  - Démétrios Poliorcète reconstitue la Ligue de Corinthe[1]. Seconde alliance des diadoques contre Antigonos Monophtalmos et son fils Démétrios qui dominent alors le Levant, la Syrie, l'Asie Mineure et la Grèce.
  - Démétrios envahit la Thessalie[2].
  - Lysimaque envahit la Phrygie hellespontique (Lampsaque, Parion, Sigéion)[3]. Il échoue à prendre Abydos par siège[4].
- Été : 
  - Révolte des Èques contre la nouvelle colonie latine d'Alba Fucens. Caius Iunius Bubulcus Brutus, nommé dictateur, les soumet en 7 jours de campagne et triomphe le 30 juillet romain (4 juillet julien)[5].
  - 5 août : Consécration du temple de Salus à Rome par le dictateur Bubulcus[5],[6].
  - Prépélaos, qui commande les troupes que Cassandre a confiées à Lysimaque, s'empare d'Éphèse et y place une garnison[7].
- Fin de l’été-début de l’automne : Lysimaque se retire devant les forces d'Antigonos Monophtalmos, qui l'assiègent à Dorylée en Phrygie[4].
- Automne : 
  - Démétrios fait la paix avec Cassandre et débarque à Éphèse, reprend la ville et récupère une partie des territoires conquis par Prépélaos[8]. Cassandre de Macédoine profite de son départ pour reprendre la Thessalie[4]. Il chasse Pyrrhus Ier du trône d'Épire au profit de Néoptolème II (jusqu'en 297 av. J.-C.)[9].
  - Échec de l'expédition de Cassandre en Asie menée par Pleistarchos. Il rejoint Lysimaque à Héraclée du Pont en hiver avec les débris de son armée[8].
- 3 octobre (1er novembre du calendrier romain) : début à Rome du consulat de Marcus Livius Denter et Marcus Aemilius Paullus[5].
  - Marcus Valerius Maximus est nommé dictateur pour faire face aux attaques des Marses sur la nouvelle colonie de Carseoli, puis intervient à Arretium[10] dans l’Étrurie intérieure pour soutenir les Cilnii contre une révolte de la plèbe. Battus dans une embuscade, les Romains sont victorieux à Rusellae (Roselle). Une trêve de deux ans est conclue avec les Étrusques[11].
  - Le Spartiate Cléonyme conduit sa flotte sur les côtes italiennes du sud, s’empare de Thourioi et lance des raids contre les Sallentins. Il est chassé par une armée romaine appelée par la population locale. Il navigue alors vers le nord et attaque les Patavini dans la région de Padoue[10].
  - Traité entre Rome et Tarente après la victoire des Romains sur Cléonyme de Sparte à Thourioi. Les navires de Rome ne peuvent dépasser le cap Lacinien près de Crotone, ce qui leur ferme l’accès à l’Adriatique par le sud[12].

- Mithridate II de Cius, soupçonné de négocier avec Cassandre, est assassiné sur ordre d'Antigonos Monophtalmos. Son fils Mithridate Ktistês (fondateur) s'enfuit vers l'est et étend son pouvoir en Paphlagonie, puis vers 297 av. J.-C. en Cappadoce Pontique[13].
- Campagne de Ptolémée Ier en Judée[14].

## Décès
- Mithridate II de Cius.